# シイラ

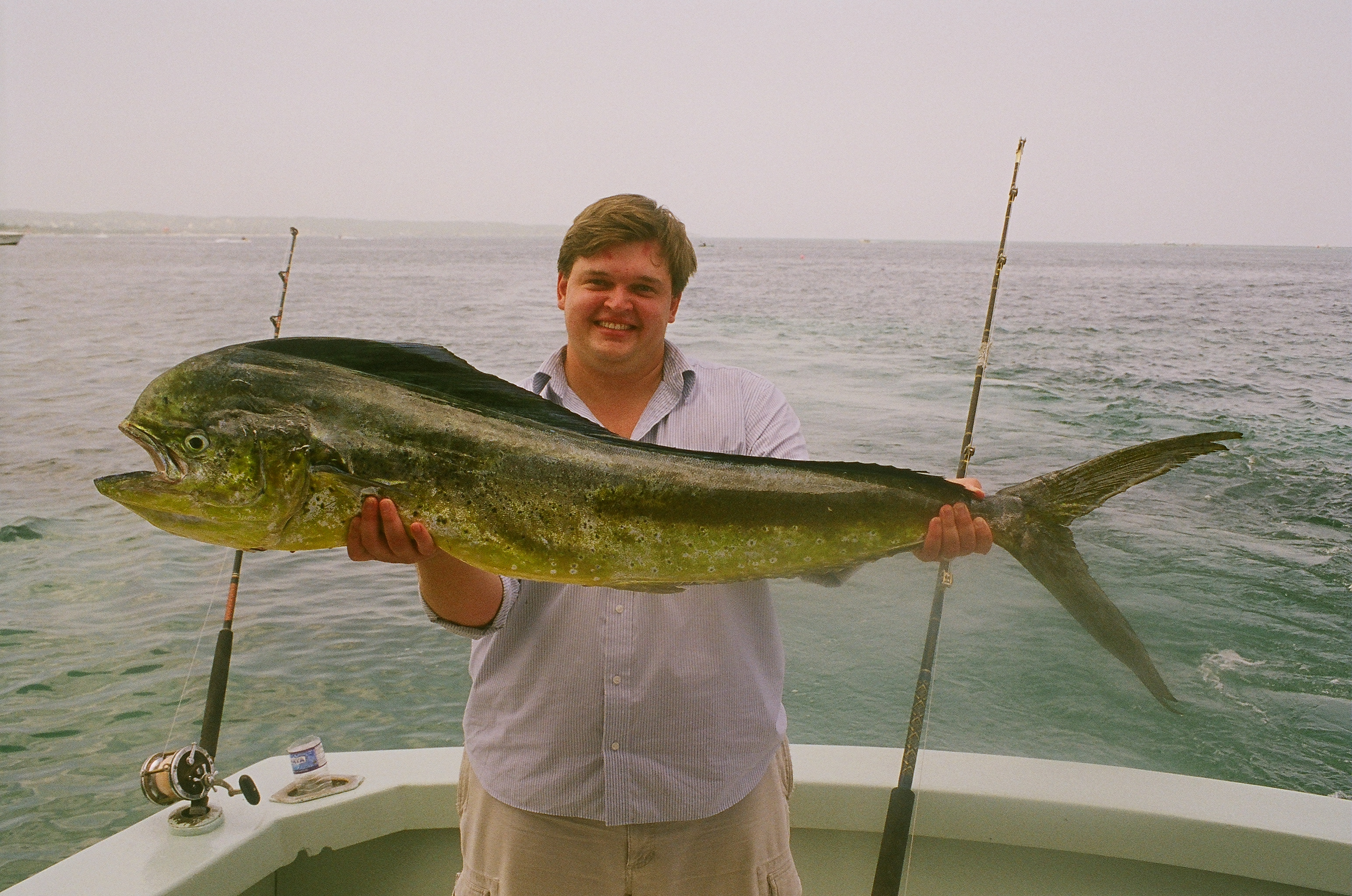
釣り上げられたシイラ

シイラ（鱪、鱰、寄魚、学名 Coryphaena hippurus）は、スズキ目シイラ科に分類される魚の一種。全世界の暖かい海に分布する表層性の大型肉食魚で、食用に漁獲される。ルアー釣りで人気の魚である。ハワイではマヒマヒ (mahi-mahi) の名称で高級魚として知られ、日本でもこの名称で流通するようになっている。
分類上は同属のエビスシイラ Coryphaena equiselis と共に、1属2種のみでシイラ科 Coryphaenidae に分類されている。

## 特徴
成魚は、最大で体長2メートル・体重40キログラム近くに達する。体は強く側扁して体高が高く、体表は小さな円鱗に覆われる。また、オスの額は成長に従って隆起する。背鰭は一つで、55 - 65軟条からなり、頭部から尾の直前まで背面のほとんどにおよぶ。臀鰭は25 - 31軟条。
体色は「背面が青・体側が緑-金色で小黒点が点在する」ものが知られるが、これは釣りなどで水揚げされた直後のもので、死後は色彩が失せて黒ずんだ体色に変化する。また、遊泳中は全体的に青みがかった銀色である。

## 生態
全世界の熱帯・温帯海域に広く分布し、温帯域では季節に応じて回遊を行う。水温が高くなると沿岸に近づく。日本近海でも暖流の影響が強い海域で見られ、夏から秋にかけては暖流に乗って北海道まで北上するものもいる。
主に外洋の表層（水深 5 - 10メートル）に生息し、群れを作って俊敏に泳ぐ。流木などの漂流物の陰に好んで集まる性質があり、幼魚も流れ藻によく集まる。音を恐れず、むしろ音源に集まる。
食性は肉食性で、主にイワシやトビウオなどの小魚を追って捕食するほか、甲殻類やイカなども食べる。水面近くの餌を追って海上にジャンプすることもある。
生後4 - 5か月（全長35 - 55センチメートル）で性成熟する。寿命は4年程度。

## 毒
暖海の表層を泳ぐシイラは、体表に毒（腸炎ビブリオ菌や表皮粘液毒）を持つと言われる。後述のように生食する際には、可能であれば下ごしらえ用まな板と仕上げ用まな板を別にするなど、注意が必要である。シイラを生食することは、人によっては多量に食べたときに吐き気や下痢などの症状を催す場合もあり、注意が必要である。
沖縄県衛生環境研究所の研究によれば、シイラや種不明の小魚の生食が原因と思われる食中毒や有症苦情事例が散発している。患者らはシイラや小魚を刺身など生で摂食し、概ね5時間以内に水様下痢、嘔吐、倦怠感、悪寒、発熱などの症状が発現していた。1999年に発生した事例では、種不明の小魚を刺身と天ぷらで摂食した家族4人のうち、天ぷらだけを摂食した娘は発症しなかった。食品残渣が入手できた事例では、シイラ筋肉の抽出物にマウス致死活性が確認されたが、原因物質の特定にはいたっていない。一方、沖縄島沿岸で採取したシイラ試料の筋肉抽出物にはマウス致死活性は認められず、中毒の原因となった個体に特有な成分が含まれていたと考えられる。

## 名称
シラ（秋田・富山）、マンビキ・マビキ（宮城・九州西部）、シビトクライ（千葉）、トウヤク（高知西部・神奈川・静岡）、トウヒャク（十百、和歌山・高知）、マンサク（万作、中国地方中西部）、クマビキ（高知）、ネコヅラ（猫面、九州）、マンビカー（沖縄）、フーヌイユ（国頭村宜名真）など、日本各地に地方名がある。
「シイラ」の名が初めて文献に現れるのは室町時代の辞書『温故知新書』（文明十六年 - 1484年成立）においてであり、その後も節用集や日葡辞書などに収録されている。また、おそらくシイラの塩乾物として都で献上品とされたものが「クマビキ」（くま引、熊引、九万疋と表記された）と呼称されているのも室町時代の文献に見える。
「マンサク」は、実らず籾殻だけの稲穂のことを俗に「粃（しいな）」（地方によっては「しいら」）と呼ぶことから、縁起の良い「（豊年）万作」に言い換えたといわれる。「シビトクライ」「シビトバタ」などは、浮遊物に集まる習性から水死体にも集まると言われることに由来する。これらの地方ではシイラを「土佐衛門を食う」として忌み嫌うが、動物の遺骸が海中に浮遊していた場合、それを突っつきに来ない魚の方がむしろまれであることは留意する必要がある。
中国語の標準名では、「鯕鰍」（チーチォウ、qíqiū）と表記する。台湾では、その外観から「鬼頭刀」（台湾語：クイタウトー）と呼ばる。
英名 "Dolphinfish" はイルカのように泳ぐことから、"Dorado"（スペイン語で「黄金」の意）は釣り上げた時に金色に光ることに由来する。ハワイではマヒマヒ（mahi-mahi, 強い強いの意）と呼ばれる。

## 漁法
漂流物の陰に集まる性質に着目し、シイラを漁獲することに特化した「シイラ漬漁業」（単に「シイラ漬け」とも）と呼ばれる巻網漁の一種が行われる。また、俊敏かつ大型のうえに筋肉質で大変引きが強いことから、外洋での釣りや引き縄（トローリング）の対象として人気が高い。ゴミや流木、鳥山（海鳥が小魚を捕りに集まった状態）などは、シイラがいるポイントである。そのほか、延縄や定置網などでも漁獲される。

### 日本の陸揚げ漁港
- 2002年度
  - 第1位 - 気仙沼漁港（宮城県）
  - 第2位 - 浦分漁港（高知県）
  - 第3位 - 川南漁港（宮崎県）
  - 第4位 - 館浦漁港（長崎県）
  - 第5位 - 牛深漁港（熊本県）

## 利用

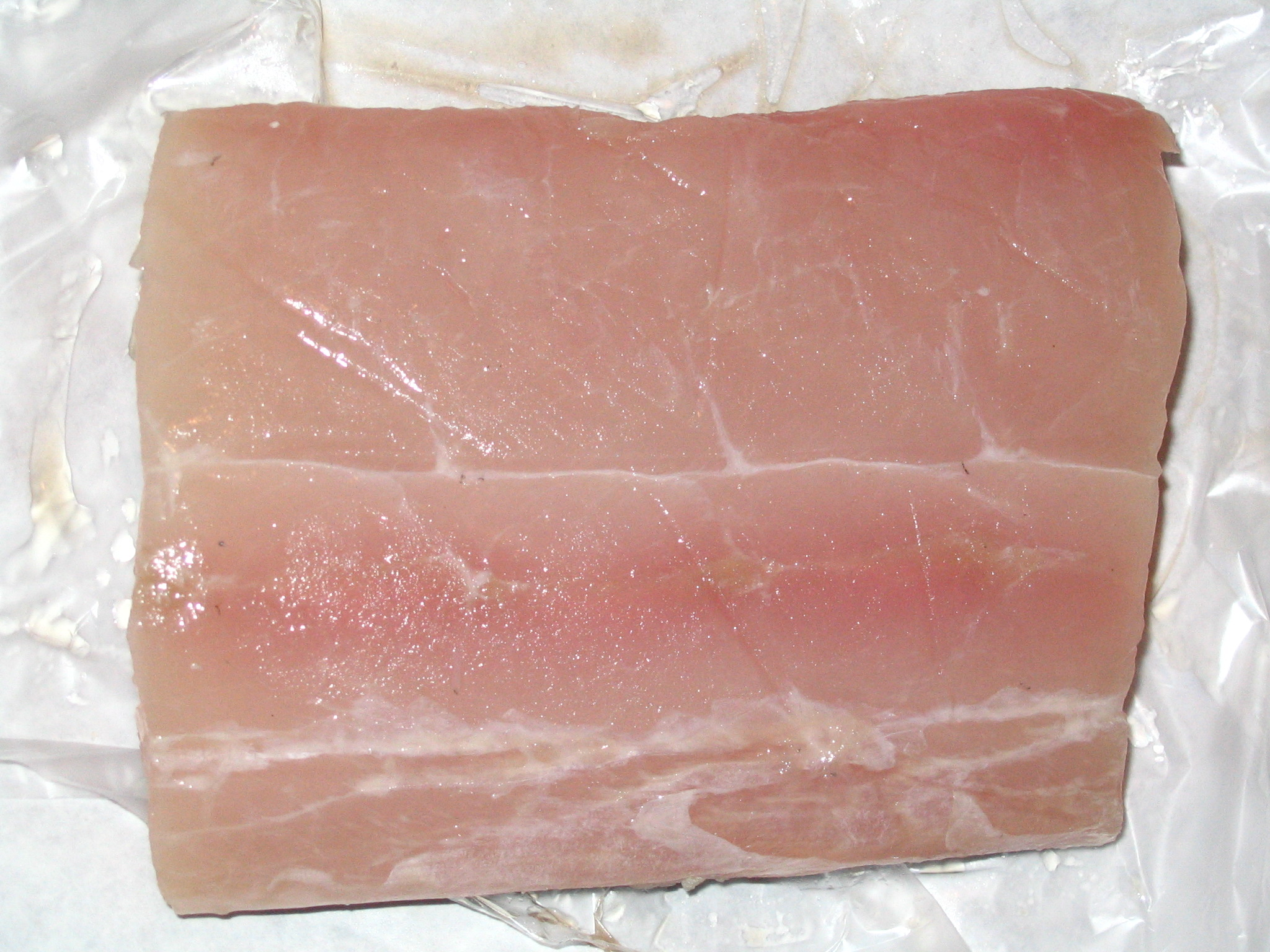
シイラの肉

赤身魚であるが、色は薄い。旬は夏（7 - 9月頃）とされているが、秋は脂がのって旨味が増す。筋肉質で脂質が少ないことから、鮮度の保持が難しく傷みが早いため日本では全国的な流通はしておらず、特に北日本では馴染みがないが、関西や九州では一般的な食用魚として親しまれている。
美味しい食べ方として、新鮮なものは刺身で美味しい。淡白な味わいなので、ムニエルやフライなどの洋風料理に向き、小型魚は開いて干物にするとよいと勧められる。産地以外では味の評価が低く、魚肉練り製品の原料に使われることが多いが、塩焼き、フライ、ムニエル、バター焼き、干物、くさやなどでも食べられる。シイラ漬け漁による水揚げが多い高知県などでは、新鮮なものを刺身、たたき、寿司などの生食も行われる。また、卵巣も煮物などで食される。四万十市では、尾に近い部分の薄い身を熱風乾燥させたジャーキーも作られている。神奈川県平塚市では燻製が作られている。沖縄県の国頭村では干物も作られている。

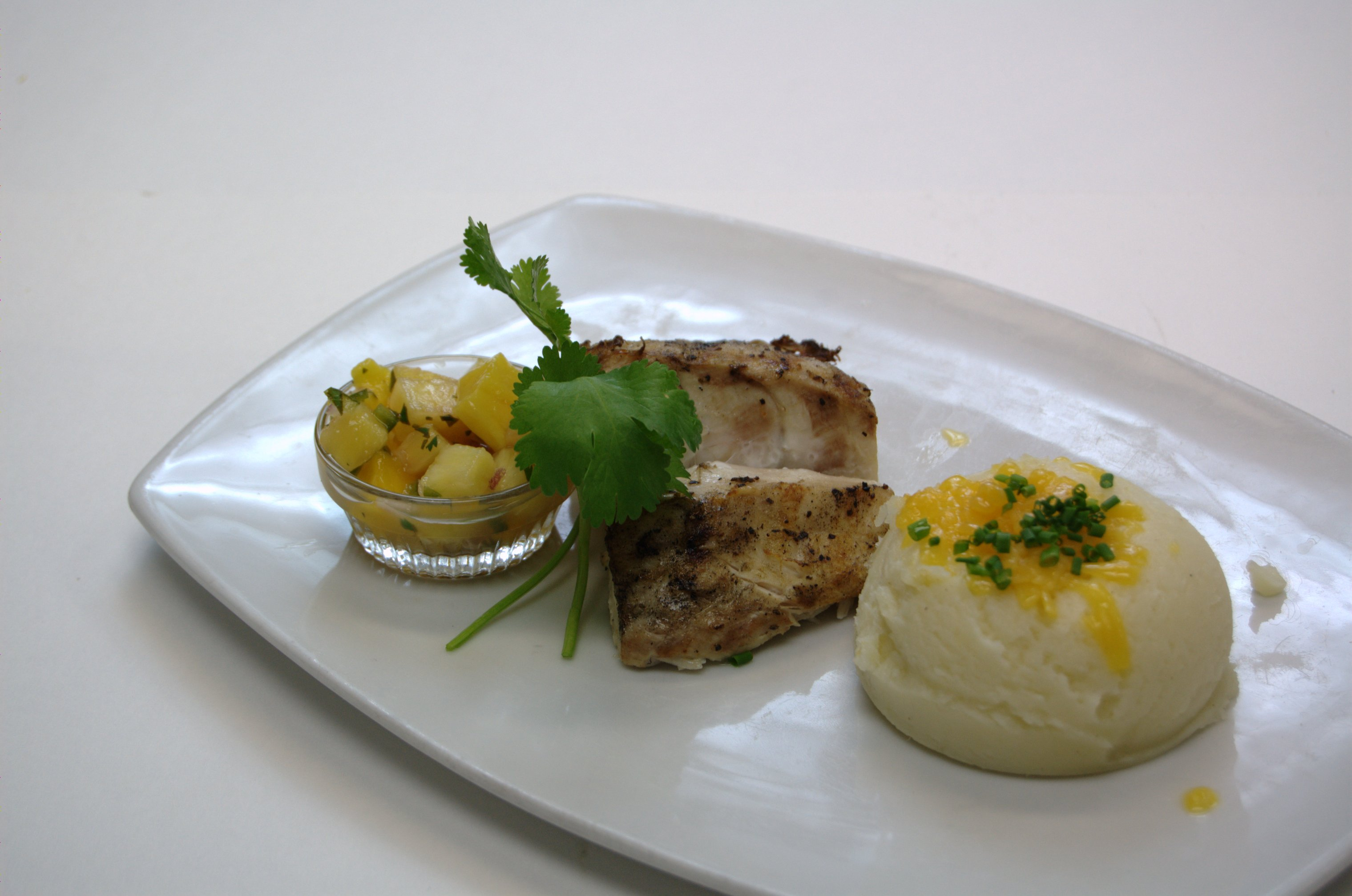
ハワイの料理店のマヒマヒのグリル

ハワイでは高級魚として扱われ、マヒマヒのフライやソテーは名物料理の一つである。サンドイッチなどにも用いられることがある。
台湾で「鬼頭刀」は、つみれ、スープ、鉄板焼き、蒸し物などにして食べられる。東海岸を中心によく捕獲され、特に蘭嶼のタオ族の漁民にはアラヨと呼ばれ、神の魚と考えられており、重要な食用魚とされている。
フィリピンでは干物も作られている。
前述の通り、トローリングの獲物としても人気があり、様々な料理の食材として供される。英語圏でのDolphinfishを料理して食べた旨の文章が、「イルカを食べた」と誤訳されてしまうことがある。
釣りの対象としては、ルアー釣りの人気ターゲットで主に沖釣りでねらうが、潮通しがよい沖磯や防波堤、時には地磯からもねらえる。エサ釣りでは活イワシを使った泳がせ釣りや一本釣りが面白い、と評される。

## 同属種

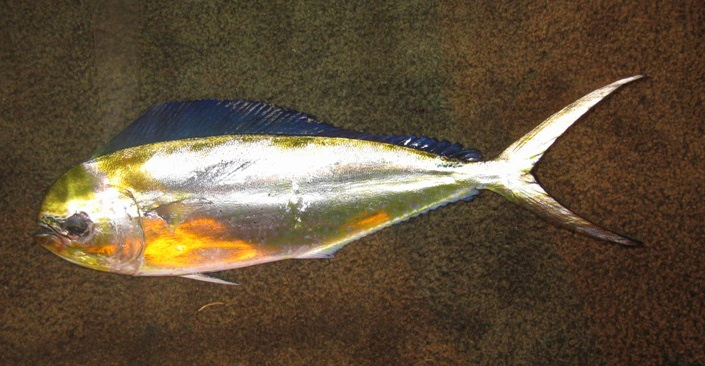
エビスシイラ

エビスシイラ Coryphaena equiselis Linnaeus, 1758
全長は1メートルほど。シイラよりはやや小型で体高が高く、オスの額はシイラほど突出しない。背鰭の軟条数は48 - 59本でシイラより少ない。さらに、後部の軟条16 - 18本は先端が平たく「逆三角形」になることでシイラと区別できる。シイラと同じく全世界の暖海域に分布するが、エビスシイラはシイラよりも沖合いに生息し、漁獲も少ない。